# Variação diatópica
Variação diatópica, é a variação caracterizada através das diferenças geográficas, ou seja, diferenças relacionadas ao espaço físico, como países, regiões, estados, cidades, zona rural, zona urbana. Com isso, podemos então falar em variação geográfica, que nada mais é do que as variedades características de cada região e que são adquiridas pelos seus próprios falantes, isto é, os falares próprios de sua região. A este respeito, essas mudanças ocorridas pelas diferenças geográficas são consideradas dialetos, por isso que se falam em dialetos regionais, ou variação regional. Esse tipo de variação acontece porque cada região tem culturas e tradições próprias, os seus modos de falar, etc., que influenciam diretamente os seus falantes.      
Um exemplo conhecido no Português Brasileiro é as diferenças linguísticas existentes em cada região do Brasil, pois dependendo do espaço geográfico da comunidade de fala, são encontradas variedades próprias. Como por exemplo, “macaxeira”, “mandioca” e “aipim”, que servem para referir e/ou especificar uma mesma planta em algumas regiões do Brasil. Outros exemplos se encaixam à este, como acontecem com “mexerica” e “tangerina”(que são faladas no Nordeste e Sudeste), “bergamota” (falado principalmente na região Sul) – dentre outros termos que são falados por comunidades de fala específicas em cada região –, são usados para se referirem a uma fruta cítrica. 
Além disso, encontram-se nos dialetos regionais brasileiros, diferenças quanto a pronuncia de vogais, como as que ocorrem em algumas pretônicas, como nas palavras “nojento” e “cebola”, que são pronunciadas em abertas pelos falantes Nordestinos [nɔˈʒẽtʊ] e [sɛˈbola], já com os falantes do Sudeste, essas mesmas palavras são pronunciadas de forma fechada [no’ʒẽtʊ] e [seˈbola].
A variação diatópica, ou geográfica, condiz também com a identidade e a cultura das diferentes comunidades de fala, possibilitando o reconhecimento de que determinado falante se distingue de outros falantes por pertencer à determinada comunidade e não à uma outra. Por ele apresentar uma variedade que é característica de sua comunidade, ou região, etc.. 
Ao estudo e pesquisa desse tipo de variação linguística é destinado também à dialetologia. Pois, é dado uma devida importância por parte dos pesquisadores, os chamados dialetólogos, que buscam observar e descrever as realidades linguísticas de cada região do Brasil. Para que, possam traçar e delimitar geograficamente os dialetos, e assim, alcançarem “o pleno conhecimento do português brasileiro”. E é devido aos seus trabalhos, que se reconhecem hoje, no Português Brasileiro, as variedades caipiras, cariocas, nordestinas, sulistas, paulistas, etc., que vem a ser, os dialetos que constituem essa língua como um todo. 